# Formel 1-VM 1968
Formel 1-VM 1968 hade tolv deltävlingar som kördes under perioden 1 januari-3 november. Förarmästerskapet vanns av britten Graham Hill och konstruktörsmästerskapet av Lotus-Ford.

## Vinnare
- Förare:  Graham Hill, Storbritannien, Lotus-Ford
- Konstruktör:  Lotus-Ford, Storbritannien

## Grand Prix i VM 1968
| Grand Prix                 | Datum        | Bana              | Vinnande förare! Vinnande stall | Vinnande tillverkare |              |   |
| -------------------------- | ------------ | ----------------- | ------------------------------- | -------------------- | ------------ | - |
| Sydafrikas Grand Prix      | 1 januari    | Kyalami           | Jim Clark                       | Lotus                | Lotus-Ford   | * |
| Spaniens Grand Prix        | 12 maj       | Jarama            | Graham Hill                     | Lotus                | Lotus-Ford   | * |
| Monacos Grand Prix         | 26 maj       | Monte Carlo       | Graham Hill                     | Lotus                | Lotus-Ford   | * |
| Belgiens Grand Prix        | 9 juni       | Spa-Francorchamps | Bruce McLaren                   | McLaren              | McLaren-Ford | * |
| Nederländernas Grand Prix  | 23 juni      | Zandvoort         | Jackie Stewart                  | Tyrrell              | Matra-Ford   | * |
| Frankrikes Grand Prix      | 7 juli       | Rouen-les-Essarts | Jacky Ickx                      | Ferrari              |              | * |
| Storbritanniens Grand Prix | 20 juli      | Brands Hatch      | Jo Siffert                      | R R C Walker         | Lotus-Ford   | * |
| Tysklands Grand Prix       | 4 augusti    | Nürburgring       | Jackie Stewart                  | Tyrrell              | Matra-Ford   | * |
| Italiens Grand Prix        | 8 september  | Monza             | Denny Hulme                     | McLaren              | McLaren-Ford | * |
| Kanadas Grand Prix         | 22 september | Mont-Tremblant    | Denny Hulme                     | McLaren              | McLaren-Ford | * |
| USA:s Grand Prix           | 6 oktober    | Watkins Glen      | Jackie Stewart                  | Tyrrell              | Matra-Ford   | * |
| Mexikos Grand Prix         | 3 november   | Mexico City       | Graham Hill                     | Lotus                | Lotus-Ford   | * |

## Grand Prix utanför VM 1968
| Grand Prix /Race          | Datum      | Bana         | Vinnande förare! Vinnande stall | Vinnande tillverkare |              |
| ------------------------- | ---------- | ------------ | ------------------------------- | -------------------- | ------------ |
| Race of Champions         | 17 mars    | Brands Hatch | Bruce McLaren                   | McLaren              | McLaren-Ford |
| BRDC International Trophy | 25 april   | Silverstone  | Denny Hulme                     | McLaren              | McLaren-Ford |
| International Gold Cup    | 17 augusti | Oulton Park  | Jackie Stewart                  | Tyrrell              | Matra-Ford   |

## Stall, nummer och förare 1968
| Stall/Tillverkare                                  | Nummer                            | Förare                          |
| -------------------------------------------------- | --------------------------------- | ------------------------------- |
| BMW (Lola-BMW)                                     | 18                                | Hubert Hahne, Tyskland          |
| BRM                                                | 4, 8, 9, 10, 11, 15, 16, 20, 26   | Pedro Rodríguez, Mexiko         |
| BRM                                                | 9, 25                             | Bobby Unser, USA                |
| BRM                                                | 11, 12, 15, 16, 22 -              | Richard Attwood, Storbritannien |
| BRM                                                | 12                                | Mike Spence, Storbritannien     |
| Bernard White Racing (BRM)                         | 28                                | Frank Gardner, Australien       |
| Brabham-Repco                                      | 2, 3, 4, 5, 10, 18                | Jack Brabham, Australien        |
| Brabham-Repco                                      | 2, 3, 4, 5, 6, 11, 19             | Jochen Rindt, Österrike         |
| Brabham-Repco                                      | 18                                | Dan Gurney, USA                 |
| Caltex Racing (Brabham-Repco)                      | 17                                | Kurt Ahrens, Tyskland           |
| Charles Vögele Racing (Brabham-Repco)              | 12, 19, 21, 22, 23                | Silvio Moser, Schweiz           |
| Cooper (Cooper-Maserati & Cooper-BRM)              | 14, 16                            | Brian Redman, Storbritannien    |
| Cooper (Cooper-Maserati & Cooper-BRM)              | 6, 15                             | Ludovico Scarfiotti, Italien    |
| Cooper (Cooper-Maserati & Cooper-BRM)              | 7, 14, 15, 19, 20                 | Lucien Bianchi, Belgien         |
| Cooper (Cooper-Maserati & Cooper-BRM)              | 15, 18, 20, 21, 23, 30            | Vic Elford, Storbritannien      |
| Cooper (Cooper-Maserati & Cooper-BRM)              | 16                                | Robin Widdows, Storbritannien   |
| Cooper (Cooper-Maserati & Cooper-BRM)              | 32                                | Johnny Servoz-Gavin, Frankrike  |
| Eagle (Eagle-Weslake & McLaren-Ford)               | 6, 11, 14, 19, 21, 24             | Dan Gurney, USA                 |
| Ferrari                                            | 5, 6, 8, 9, 19, 22, 24            | Chris Amon, Nya Zeeland         |
| Ferrari                                            | 6, 8, 7, 9, 10, 21, 23, 26        | Jacky Ickx, Belgien             |
| Ferrari                                            | 7                                 | Derek Bell, Storbritannien      |
| Ferrari                                            | 10                                | Andrea de Adamich, Italien      |
| Honda                                              | 5, 7, 8, 14, 16, 20               | John Surtees, Storbritannien    |
| Honda                                              | 18                                | Jo Schlesser, Frankrike         |
| Honda                                              | 15                                | David Hobbs, Storbritannien     |
| Jo Bonnier (McLaren-BRM & Cooper-Maserati & Honda) | 3, 17, 18, 19, 20, 22, 23         | Joakim Bonnier, Sverige         |
| John Love (Cooper-Climax)                          | 25                                | Basil van Rooyen, Sydafrika     |
| John Maryon (Eagle-Climax)                         | 25                                | Al Pease, Kanada                |
| Lotus-Ford                                         | 1, 3, 5, 8, 9, 10, 12, 16         | Graham Hill, Storbritannien     |
| Lotus-Ford                                         | 2, 4, 9, 10, 11, 14, 19, 21       | Jackie Oliver, Storbritannien   |
| Lotus-Ford                                         | 4                                 | Jim Clark, Storbritannien       |
| Lotus-Ford                                         | 12                                | Moisés Solana, Mexiko           |
| Lotus-Ford                                         | 12, 18                            | Mario Andretti, USA             |
| Lotus-Ford                                         | 27                                | Bill Brack, Kanada              |
| Matra (Matra & Matra-Ford)                         | 1, 6, 10, 12, 17, 18, 21          | Jean-Pierre Beltoise, Frankrike |
| Matra (Matra & Matra-Ford)                         | 9, 19, 20                         | Henri Pescarolo, Frankrike      |
| Matra (Matra & Matra-Ford)                         | 12                                | Johnny Servoz-Gavin, Frankrike  |
| McLaren (McLaren-BRM & McLaren-Ford)               | 1, 6, 8, 12                       | Denny Hulme, Nya Zeeland        |
| McLaren (McLaren-BRM & McLaren-Ford)               | 2, 5, 10, 14                      | Bruce McLaren, Nya Zeeland      |
| R R C Walker (Cooper-Maserati & Lotus-Ford)        | 3, 12, 16, 17, 19, 20, 21, 22, 34 | Jo Siffert, Schweiz             |
| Reg Parnell (BRM)                                  | 5, 14, 16, 20, 22, 24, 27, 36     | Piers Courage, Storbritannien   |
| Scuderia Scribante (Brabham-Repco)                 | 22                                | Dave Charlton, Sydafrika        |
| Team Gunston (Brabham-Repco & LDS-Repco)           | 17                                | John Love, Rhodesia             |
| Team Gunston (Brabham-Repco & LDS-Repco)           | 18                                | Sam Tingle, Rhodesia            |
| Team Pretoria (Brabham-Climax)                     | 23                                | Jackie Pretorius, Sydafrika     |
| Tyrrell (Matra-Ford)                               | 4, 6, 7, 8, 14, 15, 16, 26, 28    | Jackie Stewart, Storbritannien  |
| Tyrrell (Matra-Ford)                               | 5, 11, 15, 23                     | Johnny Servoz-Gavin, Frankrike  |
| Tyrrell (Matra-Ford)                               | 6                                 | Jean-Pierre Beltoise, Frankrike |

## Slutställning förare 1968
| Placering | Förare! Stall        | Konstruktör           | Poäng                                 |    |
| --------- | -------------------- | --------------------- | ------------------------------------- | -- |
| 1         | Graham Hill          | Lotus                 | Lotus-Ford                            | 48 |
| 2         | Jackie Stewart       | Tyrrell               | Matra-Ford                            | 36 |
| 3         | Denny Hulme          | McLaren               | McLaren-BRM & McLaren-Ford            | 33 |
| 4         | Jacky Ickx           | Ferrari               |                                       | 27 |
| 5         | Bruce McLaren        | McLaren               | McLaren-Ford                          | 22 |
| 6         | Pedro Rodríguez      | BRM                   |                                       | 18 |
| 7         | Jo Siffert           | R R C Walker          | Lotus-Ford                            | 12 |
| 8         | John Surtees         | Honda                 |                                       | 12 |
| 9         | Jean-Pierre Beltoise | Matra & Tyrrell       | Matra & Matra-Ford                    | 11 |
| 10        | Chris Amon           | Ferrari               |                                       | 10 |
| 11        | Jim Clark            | Lotus                 | Lotus-Ford                            | 9  |
| 12        | Jochen Rindt         | Brabham               | Brabham-Repco                         | 8  |
| 13        | Richard Attwood      | BRM                   |                                       | 6  |
| 14        | Johnny Servoz-Gavin  | Tyrrell               | Matra-Ford                            | 6  |
| 15        | Jackie Oliver        | Lotus                 | Lotus-Ford                            | 6  |
| 16        | Ludovico Scarfiotti  | Cooper                | Cooper-BRM                            | 6  |
| 17        | Lucien Bianchi       | Cooper                | Cooper-BRM                            | 5  |
| 18        | Vic Elford           | Cooper                | Cooper-BRM                            | 5  |
| 19        | Brian Redman         | Cooper                | Cooper-BRM                            | 4  |
| 20        | Piers Courage        | Reg Parnell           | BRM                                   | 4  |
| 21        | Dan Gurney           | Eagle                 | McLaren-Ford                          | 3  |
| 22        | Joakim Bonnier       | Jo Bonnier            | Cooper-Maserati & McLaren-BRM & Honda | 3  |
| 23        | Jack Brabham         | Brabham               | Brabham-Repco                         | 2  |
| 24        | Silvio Moser         | Charles Vögele Racing | Brabham-Repco                         | 2  |

## Slutställning konstruktörer 1968
| Placering | Konstruktör     | Poäng |
| --------- | --------------- | ----- |
| 1         | Lotus-Ford      | 62    |
| 2         | McLaren-Ford    | 49    |
| 3         | Matra-Ford      | 45    |
| 4         | Ferrari         | 32    |
| 5         | BRM             | 28    |
| 6         | Honda           | 14    |
| =         | Cooper-BRM      | 14    |
| 8         | Brabham-Repco   | 10    |
| 9         | Matra           | 8     |
| 10        | McLaren-BRM     | 3     |
| 11        | Cooper-Maserati | 0     |
| =         | Eagle-Weslake   | 0     |
| =         | Brabham-Climax  | 0     |
| =         | Lola-BMW        | 0     |
| =         | LDS-Repco       | 0     |
| =         | Cooper-Climax   | 0     |